# Medalla d'Or al Mèrit en les Belles Arts
La Medalla d'Or al Mèrit en les Belles Arts és una medalla que concedeix el Ministeri de Cultura d'Espanya a aquelles persones o Institucions que destaquin en els camps literari, dramàtic, musical, coreogràfic, d'interpretació, etc. Distingeixen les persones i entitats que hagin destacat en el camp de la creació artística i cultural o hagin prestat notoris serveis al foment, desenvolupament o difusió de l'art i la cultura o a la conservació del patrimoni artístic.

## Història
Fins a 1995 el Ministeri d'Educació, Cultura i Esport concedia anualment Medalles al Mèrit en les Belles Arts, en les seves modalitats d'Or i de Plata, però des del 1995 Les Medalles de Plata deixen de concedir-se, i des de 1996 únicament es concedeixen Medalles d'Or.
Aquest guardó s'inclou entre els premis i medalles d'Arts Escèniques i Música atorgats cada any pel ministeri.

## Medalles del 2019
L'any 2019 es va atorgar la Medalla d'Or al Mèrit en les Belles Arts a les següents 24 personalitats de la cultura: els fotògrafs Chema Madoz i Alberto García-Alix, les actrius Julieta Serrano i Rossy de Palma, les cantants Patti Smith, Martirio, Omara Portuondo, Maria Bethânia i la cantaora flamenca María Vargas Fernández, el director d'orquestra Josep Pons i Viladomat, el cuiner Martín Berasategui i la ballarina Nazareth Panadero, l'arquitecte Carles Ferrater Lambarri, entre d'altres.